# Acrobat (Nagashima Spa Land)
Acrobat (jap. アクロバット, Akurobatto) in Nagashima Spa Land (Kuwana, Mie, Japan) ist eine Stahlachterbahn vom Modell Flying Coaster des Herstellers Bolliger & Mabillard, die am 18. Juli 2015 eröffnet wurde.
Die 1.021 m lange Strecke erreichte eine Höhe von 43 m und besitzt vier Inversionen: einen Pretzel-Loop, einen Inline-Twist, einen Korkenzieher, sowie einen weiteren Inline-Twist. Der Streckenverlauf orientiert sich dabei an dem von Manta in der SeaWorld Orlando.